# Hussain Fadhel
Hussain Fadhel (1984. október 9. –) kuvaiti labdarúgó, kölcsönben az egyesült arab emírségekbeli Al-Wahda hátvédje.
Részt vett a 2008-as AFC-bajnokok ligája csoportkörében.
2012 augusztusában próbajátékon vett részt az angol Nottingham Forestnél, de nem kapott munkavállalási engedélyt.
A kuvaiti labdarúgó-válogatott színeiben több mint 40 meccset játszott, a 2010-es labdarúgó-világbajnokság négy selejtezőjén is részt vett.